# Mycalesis anaxias
Mycalesis anaxias är en fjärilsart som beskrevs av William Chapman Hewitson 1862. Mycalesis anaxias ingår i släktet Mycalesis och familjen praktfjärilar. Inga underarter finns listade i Catalogue of Life.

## Bildgalleri

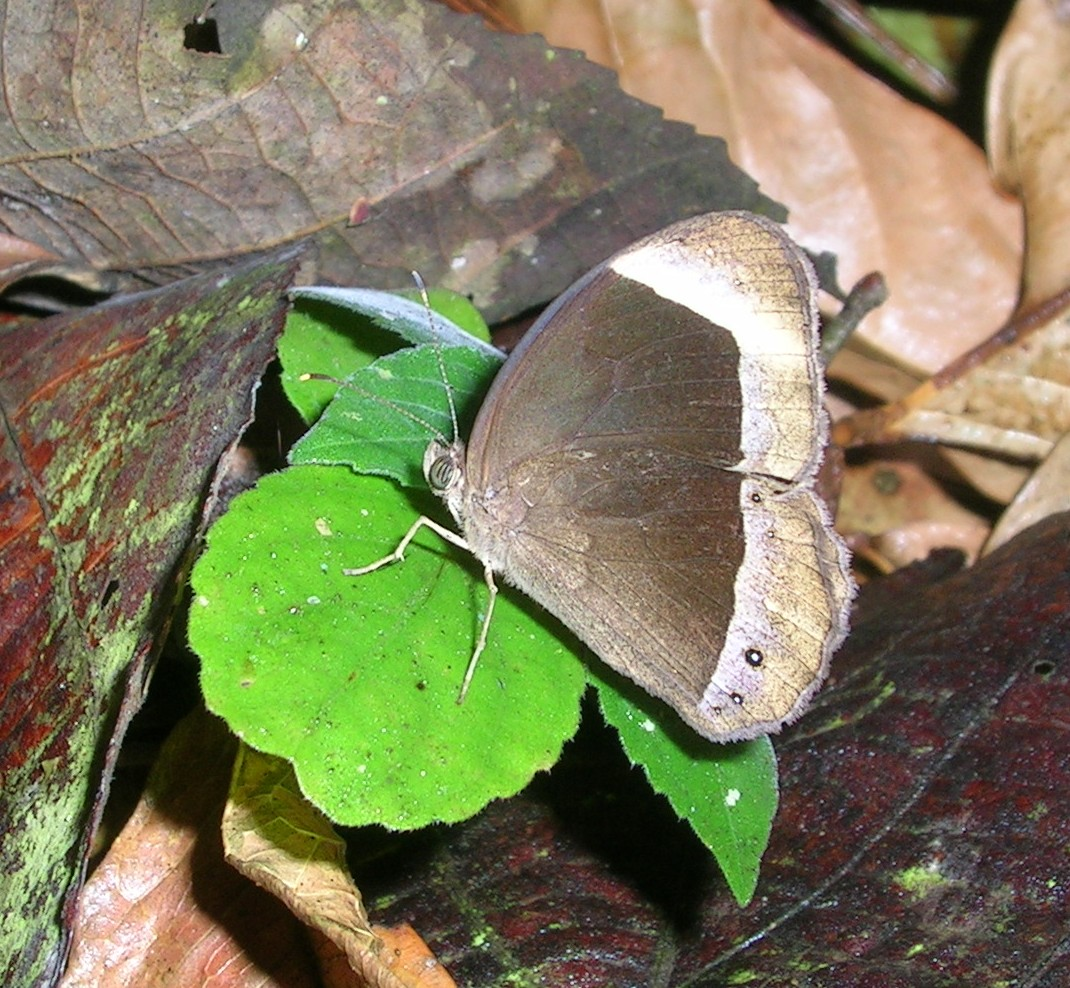
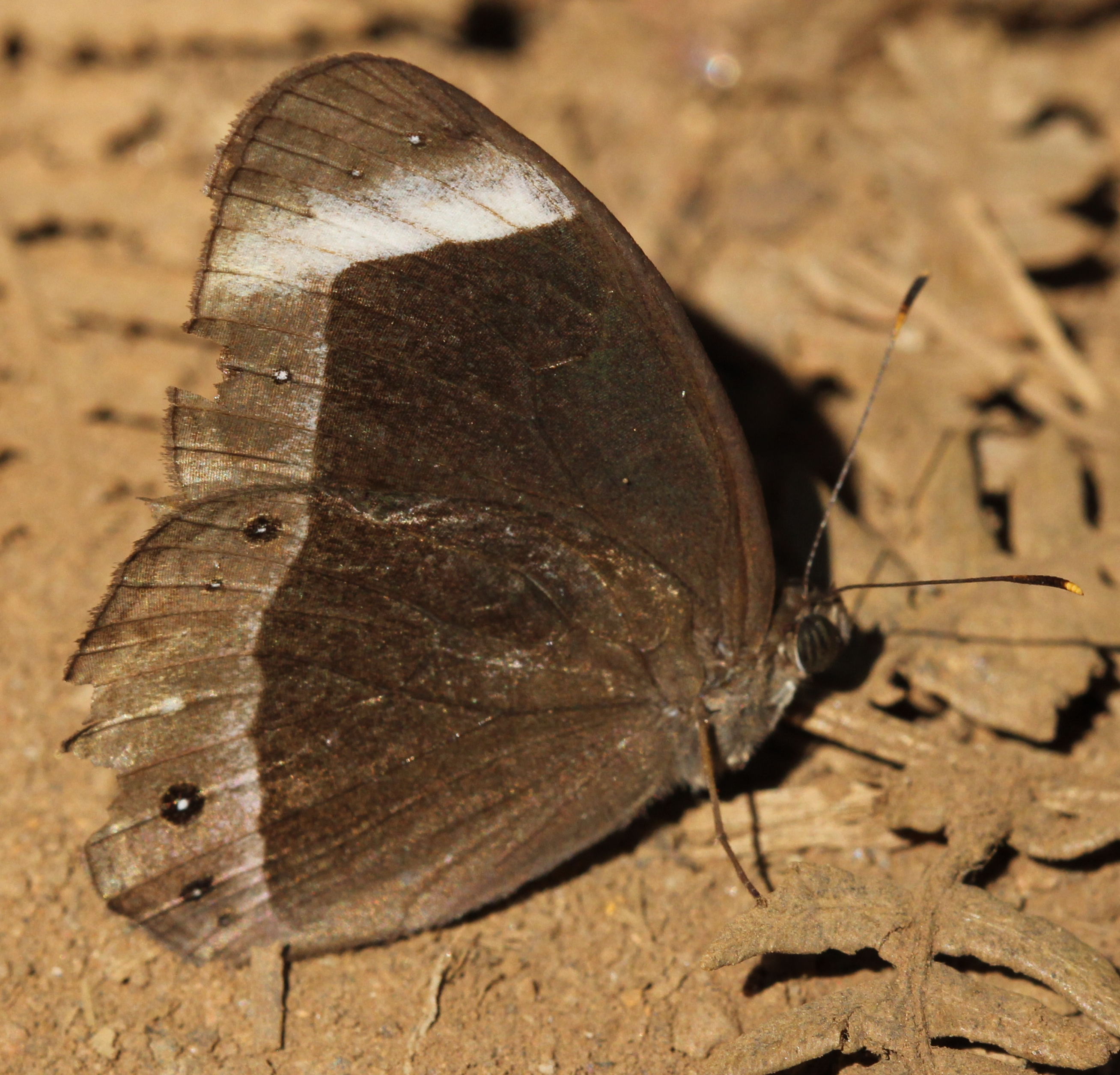
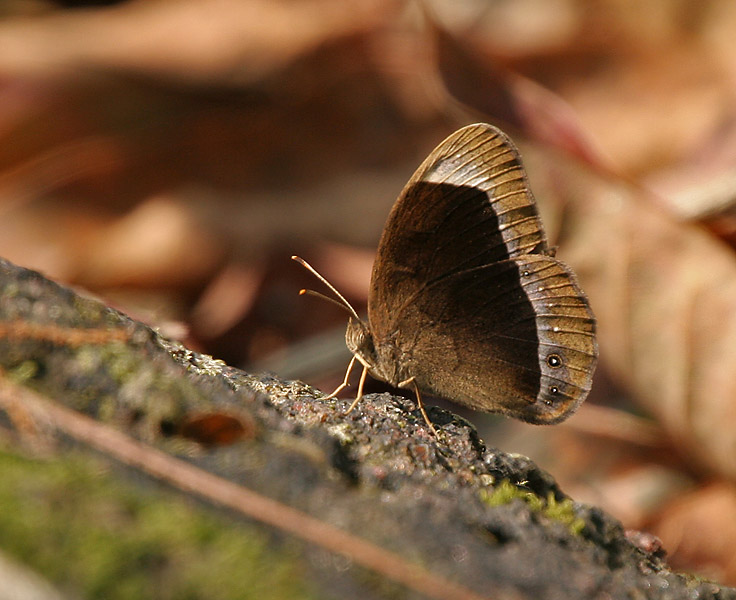
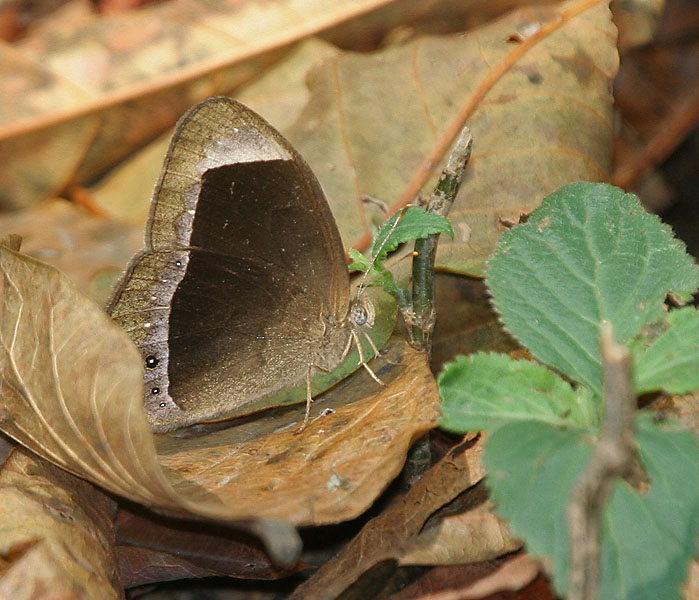